# Aspius
El gènere Aspius pertany a la família Cyprinidae de peixos d'aigua dolça inclosa en l'ordre Cypriniformes, distribuïts per rius i llacs d'Europa i Àsia.
Són ciprínids bentopelàgics de gran grandària, per la qual cosa tenen certa importància en la pesca esportiva i comercial, així com en la seva utilització en aqüicultura intensiva.

## Taxonomia
Existeixen només dues espècies agrupades en aquest gènere:
- Aspius aspius (Linnaeus, 1758) - Aspi
- Aspius vorax (Heckel, 1843)